# Steven van Gucht
Steven van Gucht es un médico y virólogo belga especializado en las zoonosis emergentes. Profesor de la Universidad de Gante, preside el Comité científico de enfermedades virales Sciensano, del Instituto belga de salud.
En marzo de 2020 fue nombrado presidente del Comité científico coronavirus durante la pandémie de Covid-19 en Bélgica.